# Matthew Sweeney
Matthew Sweeney (6. Oktober 1952 in Lifford, County Donegal – 5. August 2018) war ein irischer Schriftsteller, der vor allem als Dichter bekannt wurde.

## Leben und Werk
Sweeney wurde 1952 in Donegal, der nördlichsten irischen Grafschaft, geboren. Er besuchte eine Schule im County Meath und das UCD in Dublin. 1973 zog er nach London, das vorerst sein Hauptwohnsitz wurde. Sweeney studierte in London und an der Universität in Freiburg Chemieingenieurwesen, schloss das Studium jedoch nicht ab.
1981 erschien mit A Dream of Maps Sweeneys erster Gedichtband, dem zahlreiche weitere folgten. Außer Lyrik für erwachsene Leser schrieb Sweeney auch Gedichte und Erzählungen für Kinder und war (Co-)Herausgeber mehrerer Lyrik-Anthologien. Auf Deutsch sind 2003 das Jugendbuch Fuchs sowie, jeweils in der Übersetzung von Jan Wagner, die Gedichtbände Rosa Milch (2008 im Berlin Verlag) und Hund und Mond (2017 im Hanser Verlag) erschienen. 2021 kam, wiederum bei Hanser und von Jan Wagner übersetzt, das „Abschiedsbuch“ Der Schatten der Eule mit gut 70 Gedichten aus dem letzten Lebensjahr heraus.
Sweeney lebte später wieder in Irland, alternierend im südlichen County Cork und in Donegal. Er war Mitglied bei Aosdána.
Sweeney starb im August 2018 im Alter von 65 Jahren an den Folgen der Motoneuron-Krankheit.

## Auszeichnungen (Auswahl)
- Prudence Farmer Prize (1984)
- Henfield Writing Fellowship (1986)
- Cholmondely Award (1987)
- DAAD Fellowship in Berlin
- Bisto Book of the Year Award (Merit Award, 2003) für Fox
- Pigott Poetry Prize (2014) für Horse Music

## Werke (Auswahl)

### Lyrik
- A Dream of Maps. 1981
- A Round House. 1983
- The Lame Waltzer. 1985
- Blue Shoes. 1989
- Cacti. 1992
- The Bridal Suite. 1997
- A Smell of Fish. 2000
- Sanctuary. 2004
- Black Moon. 2007
- The Night Post. 2010
- Horse Music. 2013
- Inquisition Lane. 2015
- My Life as a Painter. 2018

### Bücher für Kinder
- The Chinese Dressing Gown. Fiction. 1987
- The Snow Vulture. Fiction. 1992
- The Flying Spring Onion. Gedichte. 1992
- Fatso in the Red Suit. Gedichte. 1995
- Up On The Roof: New & Selected Poems. 2001
- Fox. Fiction. 2002

### Sachliteratur
- mit John Hartley Williams: Writing Poetry. 1997/2003
- On Being Translated by Jan Wagner, in: text + kritik, Heft 210, 2016, S. 76–79

### Werke auf Deutsch
- Fuchs. Jugendbuch. Berlin Verlag, Berlin 2003, ISBN 3-8270-5106-1
- Rosa Milch. Gedichte. Ausgewählt, übersetzt und mit einem Nachwort herausgegeben von Jan Wagner. Berlin Verlag, Berlin 2008, ISBN 978-3-8270-0744-5
- Hund und Mond. Gedichte. Übersetzt von Jan Wagner. Hanser Berlin, München 2017, ISBN 978-3-446-25684-2
- Entgegnungen. Zu Bildern Caspar Walter Rauhs. Erster Bericht – Fisch Update – Niemandsland. Übersetzt von Hans-Walter Schmidt-Hannisa. In: Jahrbuch der German Studies Association of Ireland. Band 12, 2017, S. 256–259
- Der Schatten der Eule. Gedichte. Übersetzt von Jan Wagner. Hanser Berlin, München 2021, ISBN 978-3-446-27109-8